# Parti social-démocrate suédois des travailleurs
Pour les articles homonymes, voir Parti social-démocrate.
Le Parti social-démocrate suédois des travailleurs (en suédois : Sveriges Socialdemokratiska Arbetareparti ou SAP), communément appelé « Les sociaux-démocrates » (Socialdemokraterna, S), est un parti politique suédois d'orientation sociale-démocrate fondé en 1889. Il est le plus ancien ainsi que, de manière systématique depuis les élections législatives de septembre 1914, le premier parti politique en Suède. Il a gouverné le pays 80 ans en plus d'un siècle de démocratie.
L'idéologie du SAP est, en théorie, une révision du marxisme orthodoxe. Son programme est très tôt qualifié de social-démocrate ou relevant du socialisme démocratique. Ses membres soutiennent une vaste politique sociale fondée sur la fiscalité. Ces derniers temps, ils sont devenus de fervents partisans du féminisme, de diverses formes d'égalité et d'équité, tout en dénonçant fermement toutes les formes de discrimination et de racisme.
Le SAP est au pouvoir sans discontinuer entre 1936 et 1976, puis à nouveau entre 1982 et 1991 et de 1994 à 2006, lorsque Göran Persson, dirigeant du parti et Premier ministre de Suède, est défait à la suite des élections législatives du 17 septembre 2006. Membre de l'opposition au Riksdag de 2006 à 2014, le parti revient au pouvoir avec Stefan Löfven après les élections législatives du 14 septembre 2014, à l'issue desquelles il forme une coalition avec les écologistes.
Il est renvoyé dans l'opposition à la suite des élections législatives du 11 septembre 2022, lorsque la dirigeante du parti Magdalena Andersson se voit remplacer à la tête du gouvernement par le modéré Ulf Kristersson, après le mandat le plus court depuis 1936.

## Histoire

### Résultats aux élections de 2006
À l’issue des élections générales suédoises de 2006, le SAP a obtenu le plus mauvais score de son histoire au niveau national depuis l’instauration du suffrage universel. Avec seulement 35 % des voix, il reste le premier parti mais perd le scrutin face à l’opposition de centre droit, coalisée au sein de l’Alliance pour la Suède. Les voix ayant manqué aux sociaux-démocrate lors de ces élections ont été celles des retraités (en baisse de 10 % par rapport aux élections de 2002) et des ouvriers (en baisse de 5 %). Le résultat de l’addition des suffrages obtenus par le SAP et son allié historique, le Parti de gauche parmi les Suédois d’origine étrangère s’est effondré de 73 % en 2002 à 48 % en 2006. Dans le comté de Stockholm, fief historique de la bourgeoisie, seuls 23 % des habitants ont voté social-démocrate. C’est un facteur très important à prendre en compte, le comté de Stockholm étant le plus peuplé et le plus dynamique du pays.
Actuellement, le Parti social-démocrate compte environ 125 000 membres, dont environ 2 540 associations locales et environ 500 autres associations diverses. Les origines sociales des membres sont diverses, mais les ouvriers et les employés du secteur public sont les plus nombreux. Le parti entretient des rapports historiques avec la Confédération suédoise des syndicats (Landsorganisationen i Sverige communément appelé LO), mais en tant qu’organe corporatiste, le Parti social-démocrate a formé un compromis politique dans la médiation avec les fédérations patronales (en particulier la Confédération des entreprises suédoises et de ses prédécesseurs), ainsi qu’avec les fédérations syndicales. Le parti est membre de l’Internationale socialiste, du Parti socialiste européen et du SAMAK (en) (Arbettarrörelsens nordiske samarbejdskommitté, une association de partis sociaux-démocrates nord-européens).
Le 7 décembre 2008, le Parti social-démocrate et les deux autres partis de la gauche parlementaire suédoise, le Parti de gauche et les Verts, ont formé leur propre coalition, baptisée « Les Rouges-verts », en vue des élections générales de 2010.

## Origines idéologiques
Depuis son arrivée au pouvoir en 1920, l'idéologie et les politiques menées par le Parti social-démocrate suédois des travailleurs ont une forte influence sur la politique suédoise dans son ensemble.
L'idéologie sociale-démocrate suédoise est en partie une conséquence de la forte et bien organisée émancipation de la classe ouvrière dans les années 1880 et 1890, de la tempérance et des mouvements religieux, par le biais desquels les paysans et les organisations de travailleurs pénètrent très tôt les structures étatiques et ouvert la voie à la mise en place de politiques électorales. Ainsi, l'idéologie sociale-démocrate suédoise est fortement influencée par une longue tradition socialiste et par le désir d'épanouissement individuel. Ces mouvements influencent la formation des fondamentaux du système partisan suédois, au moins en partie, tandis que la classe ouvrière et ses organisations connaissent moins la répression que d'autres pays, à l'image des États-Unis.
L'économiste Gunnar Adler-Karlsson (sv), membre du SAP, affirme en 1967 que la réussite du parti est liée aux efforts de ses membres en vue de priver le monarque de tout pouvoir tout en lui accordant un rôle politique honorifique. Il ajoute : « sans dangereuses et néfastes luttes internes […] Au bout de quelques décennies, ils [les capitalistes] deviendront, peut-être comme les rois, des symboles d'un développement étatique inférieur passé ». Cependant, jusqu'à présent, cette ambition ne s'est jamais matérialisée.
Le libéralisme a aussi fortement imprégné l'idéologie sociale-démocrate. Il a notamment orienté les objectifs sociaux-démocrates vers la question de la sécurité, lorsque Tage Erlander, Premier ministre de 1946 à 1969, décrit la sécurité comme étant « un problème trop grave pour que l'individu puisse le résoudre seulement avec son propre pouvoir, ». Durant les années 1980, quand le néo-libéralisme et le néo-conservatisme ont commencé à offrir une alternative, prônant la libéralisation de l'économie, le SAP s'est résolu à accepter le capitalisme, en acceptant de partager les objectifs d'augmentation de la croissance économique et de limitation des frictions sociales avec les partis de droite. Pour de nombreux sociaux-démocrates, le marxisme avait de toute manière échoué à garantir la possibilité de changer le monde pour le rendre plus juste et garantir un avenir meilleur. En 1889, Hjalmar Branting, président du SAP de 1907 jusqu'à sa mort en 1925, affirmait : « Je crois que les travailleurs ont plus intérêt […] à faire pression pour l'obtention de réformes permettant un renforcement de leur position, plutôt que de dire que seule une révolution peut les aider ». Certains observateurs ont fait valoir que cette libéralisation du parti aurait contribué à renforcer l'orientation néo-libérale des politiques et des idéologies, renforçant de fait le pouvoir des plus puissants acteurs du marché. Selon cette logique, les économistes néoclassiques ont fermement encouragé le Parti social-démocrate à capituler devant le capital et la plupart de ses préférences traditionnelles et prérogatives, avec leur terme de « relations industrielles modernes ». Les deux aspects socialiste et libéral du parti ont été influencés par la double adhésion à ces idéologies de l'un des premiers chefs du parti, Hjalmar Branting. Ils se manifestent dans les premières résolutions du SAP après son accession au pouvoir : réduction de la journée de travail à huit heures et instauration d'une franchise pour la classe ouvrière.

## Organisation
Les organisations au sein du mouvement social-démocrate suédois sont :
- la Fédération nationale des femmes social-démocrates en Suède (S-kvinnor) ;
- la Ligue des jeunes sociaux-démocrates suédois (Sveriges Socialdemokratiska Ungdomsförbund ou SSU) ;
- les Étudiants sociaux-démocrates de Suède (Socialdemokratiska Studentförbundet) organisme universitaire ;
- l’Association suédoise des chrétiens sociaux-démocrates (Broderskap).

En plus des dotations publiques et des donations, le parti finance aussi ses activités avec des revenus commerciaux issus de jeux d'argent et de loteries très implantés en Suède.

## Élections

### Base électorale
Le Parti social-démocrate suédois a obtenu des scores compris entre 40 % et plus de 50 % des suffrages exprimés lors de toutes les élections générales ayant eu lieu entre 1940 et 1988, ce qui fait de lui un Parti politique national parmi les plus populaires ayant jamais existé dans le monde. L’électeur social-démocrate de base est issu de divers milieux, mais le parti est particulièrement puissant et organisé parmi les ouvriers.

### Résultats

#### Élections parlementaires
| Année   | Députés   | Votes     | %    | Rang | Gouvernement            |
| ------- | --------- | --------- | ---- | ---- | ----------------------- |
| 1896    | 1 / 230   | 206       | 0.1  | 6e   | Opposition              |
| 1899    | 1 / 230   | 313       | 0.2  | 5e   | Opposition              |
| 1902    | 4 / 230   | 1 991     | 1.1  | 4e   | Opposition              |
| 1905    | 13 / 230  | 11 480    | 5.3  | 4e   | Opposition              |
| 1908    | 34 / 230  | 36 307    | 11.8 | 3e   | Opposition              |
| 1911    | 64 / 230  | 172 196   | 28,5 | 3e   | Opposition              |
| 03/1914 | 73 / 230  | 228 712   | 30,1 | 2e   | Opposition              |
| 09/1914 | 87 / 230  | 266 133   | 36,4 | 1er  | Opposition              |
| 1917    | 86 / 230  | 228 777   | 31,1 | 1er  | Edén et Branting I      |
| 1920    | 75 / 230  | 195 121   | 29,6 | 1er  | Opposition              |
| 1921    | 93 / 230  | 630 855   | 36,2 | 1er  | Branting II             |
| 1924    | 104 / 230 | 725 407   | 41,1 | 1er  | Branting III et Sandler |
| 1928    | 90 / 230  | 873 931   | 37,0 | 1er  | Opposition              |
| 1932    | 104 / 230 | 1 040 689 | 41,7 | 1er  | Hansson I               |
| 1936    | 112 / 230 | 1 338 120 | 45,9 | 1er  | Hansson II              |
| 1940    | 134 / 230 | 1 546 804 | 53,8 | 1er  | Hansson III             |
| 1944    | 115 / 230 | 1 436 571 | 46,6 | 1er  | Hansson III et IV       |
| 1948    | 112 / 230 | 1 789 459 | 46,1 | 1er  | Erlander I              |
| 1952    | 110 / 230 | 1 742 284 | 46,1 | 1er  | Erlander II             |
| 1956    | 106 / 231 | 1 729 463 | 44,6 | 1er  | Erlander II             |
| 1958    | 111 / 231 | 1 776 667 | 46,2 | 1er  | Erlander III            |
| 1960    | 114 / 232 | 2 033 016 | 47,8 | 1er  | Erlander III            |
| 1964    | 113 / 233 | 2 006 923 | 47,3 | 1er  | Erlander III            |
| 1968    | 125 / 233 | 2 420 242 | 50,1 | 1er  | Erlander III            |
| 1970    | 163 / 350 | 2 256 369 | 45,3 | 1er  | Palme I                 |
| 1973    | 156 / 350 | 2 247 727 | 43,6 | 1er  | Palme I                 |
| 1976    | 152 / 349 | 2 324 603 | 42,8 | 1er  | Opposition              |
| 1979    | 154 / 349 | 2 356 234 | 43,2 | 1er  | Opposition              |
| 1982    | 166 / 349 | 2 533 250 | 45,6 | 1er  | Palme II                |
| 1985    | 159 / 349 | 2 487 551 | 44,7 | 1er  | Palme II                |
| 1988    | 156 / 349 | 2 321 826 | 43,2 | 1er  | Carlsson I et II        |
| 1991    | 138 / 349 | 2 062 761 | 37,7 | 1er  | Opposition              |
| 1994    | 161 / 349 | 2 513 905 | 45,3 | 1er  | Carlsson III            |
| 1998    | 131 / 349 | 1 914 426 | 36,4 | 1er  | Persson I               |
| 2002    | 144 / 349 | 2 113 560 | 39,9 | 1er  | Persson I               |
| 2006    | 130 / 349 | 1 942 625 | 35,0 | 1er  | Opposition              |
| 2010    | 112 / 349 | 1 827 497 | 30,7 | 1er  | Opposition              |
| 2014    | 113 / 349 | 1 932 711 | 31,0 | 1er  | Löfven                  |
| 2018    | 100 / 349 | 1 830 386 | 28,3 | 1er  | Löfven                  |
| 2022    | 107 / 349 | 1 964 474 | 30,3 | 1er  | Opposition              |

#### Élections européennes
| Année | Députés | Votes     | %     | Rang | Groupe |
| ----- | ------- | --------- | ----- | ---- | ------ |
| 1995  | 7 / 22  | 752 817   | 26,08 | 1er  | PSE    |
| 1999  | 6 / 22  | 657 497   | 25,99 | 1er  | PSE    |
| 2004  | 5 / 19  | 616 963   | 24,56 | 1er  | S&D    |
| 2009  | 5 / 18  | 773 513   | 24,41 | 1er  | S&D    |
| 2014  | 5 / 20  | 899 074   | 24,19 | 1er  | S&D    |
| 2019  | 5 / 20  | 974 589   | 23,48 | 1er  | S&D    |
| 2024  | 5 / 21  | 1 039 676 | 24,77 | 1er  | S&D    |

## Membres notables

### Présidents

Direction collégiale (1889-1896)
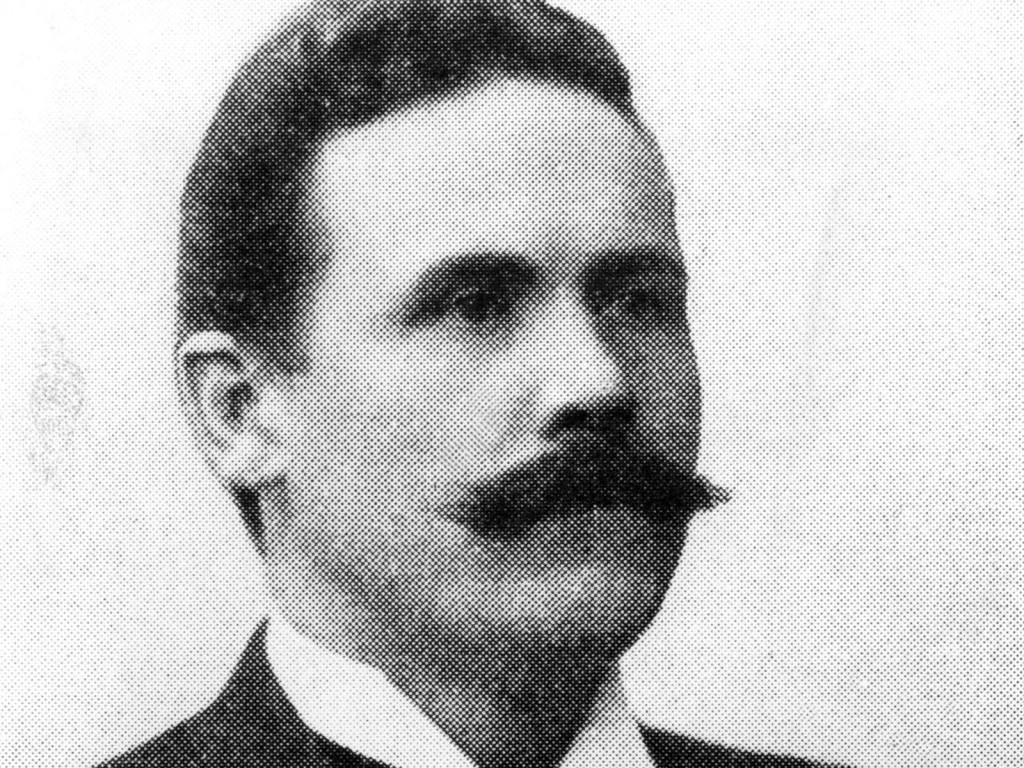
Claes Tholin (en) (1896-1907)
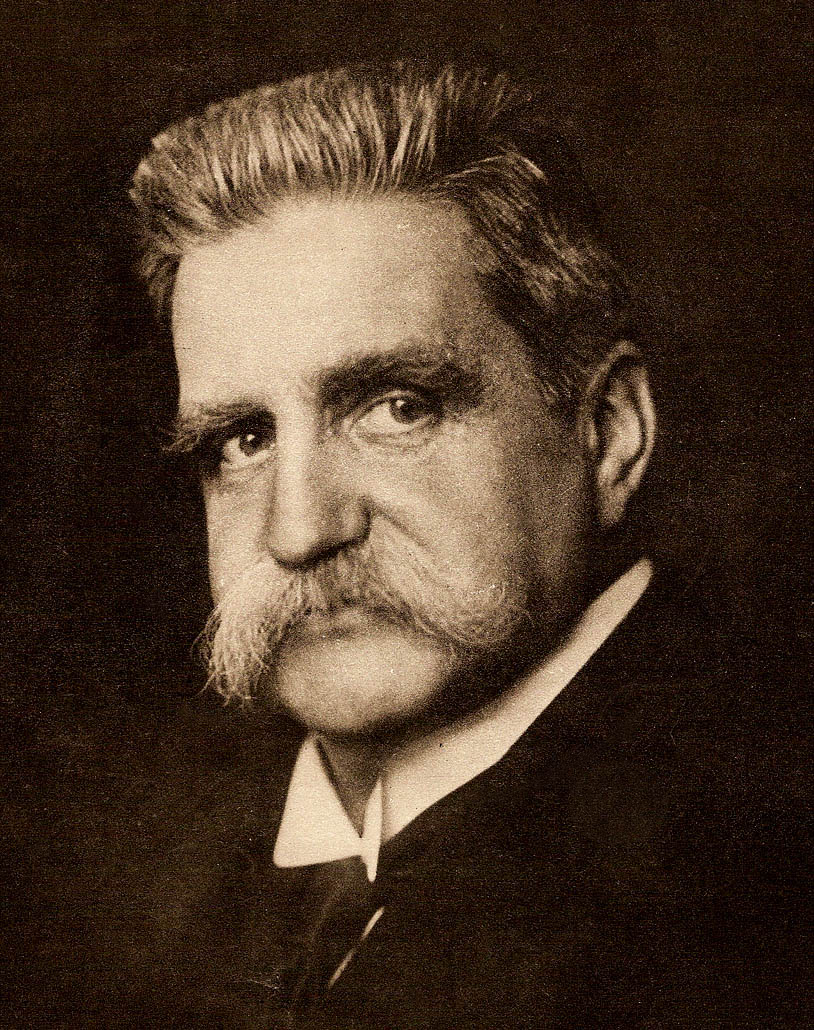
Hjalmar Branting (1907-1925)
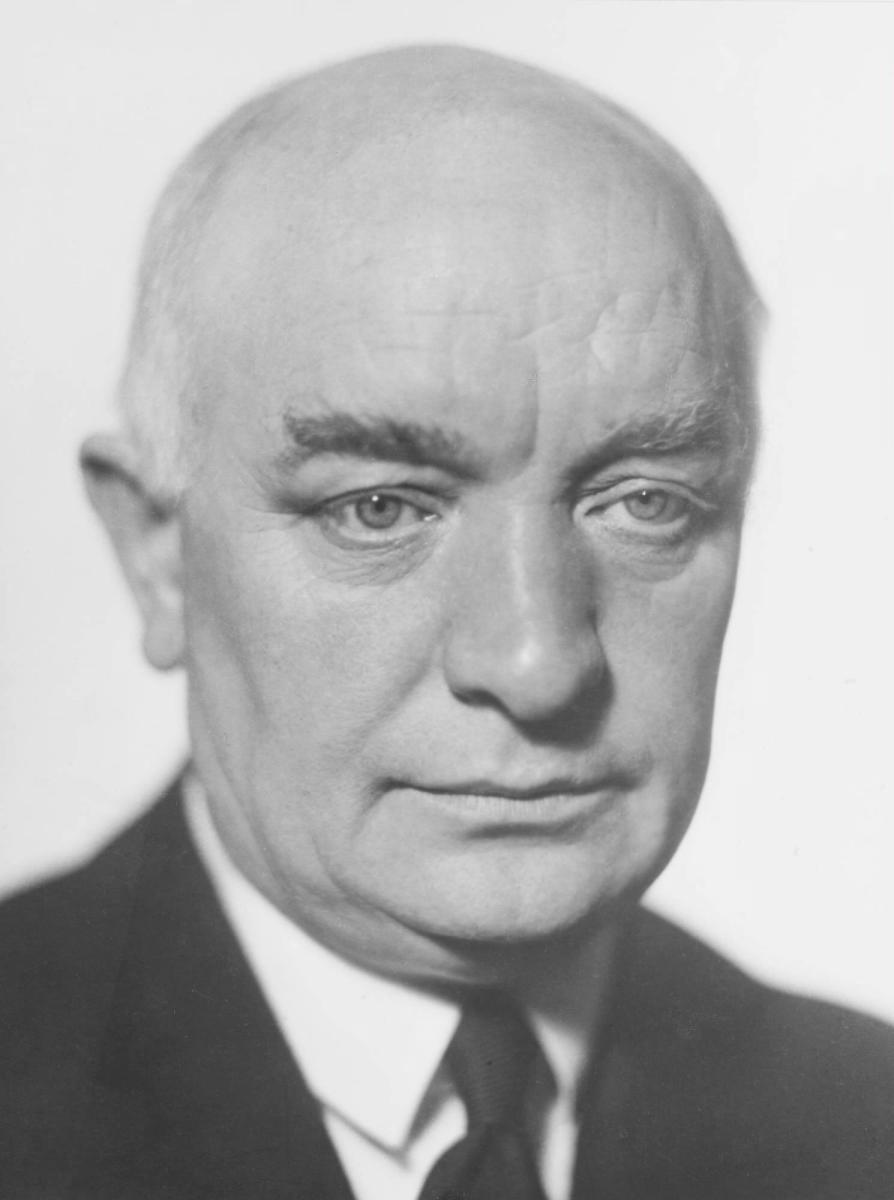
Per Albin Hansson (1925-1946)
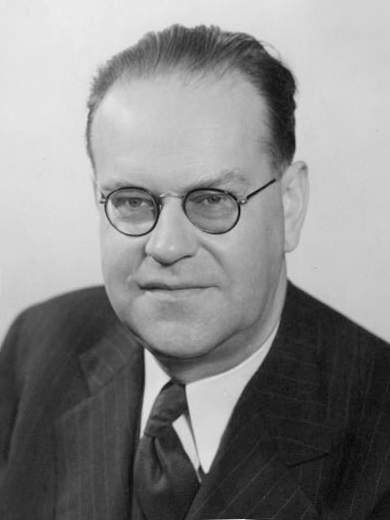
Tage Erlander (1946-1969)
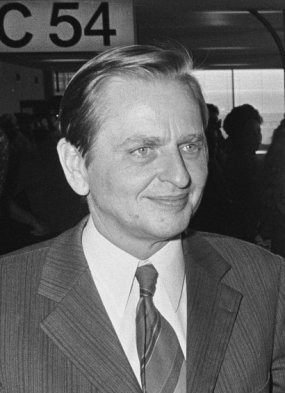
Olof Palme (1969-1986)
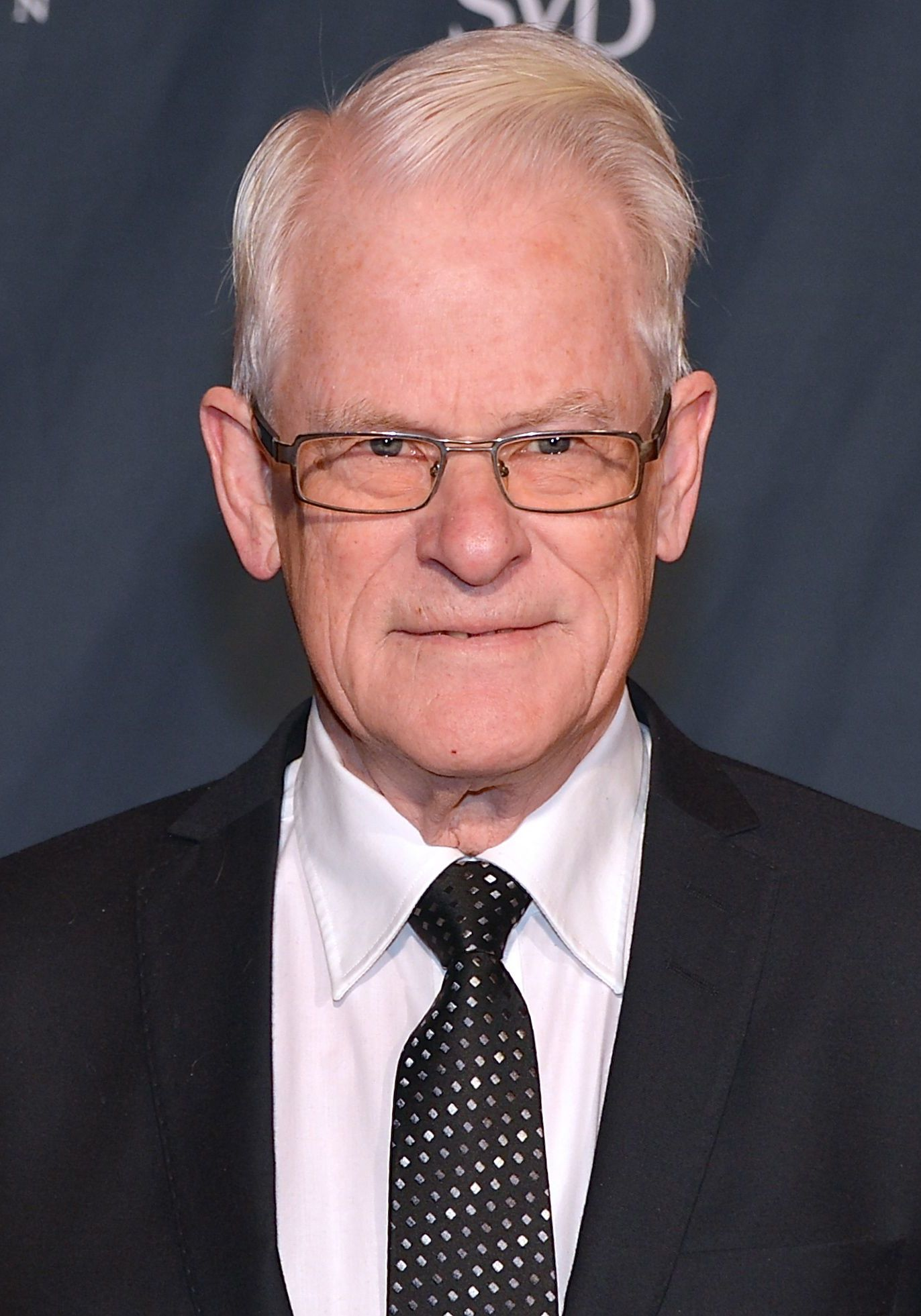
Ingvar Carlsson (1986-1996)
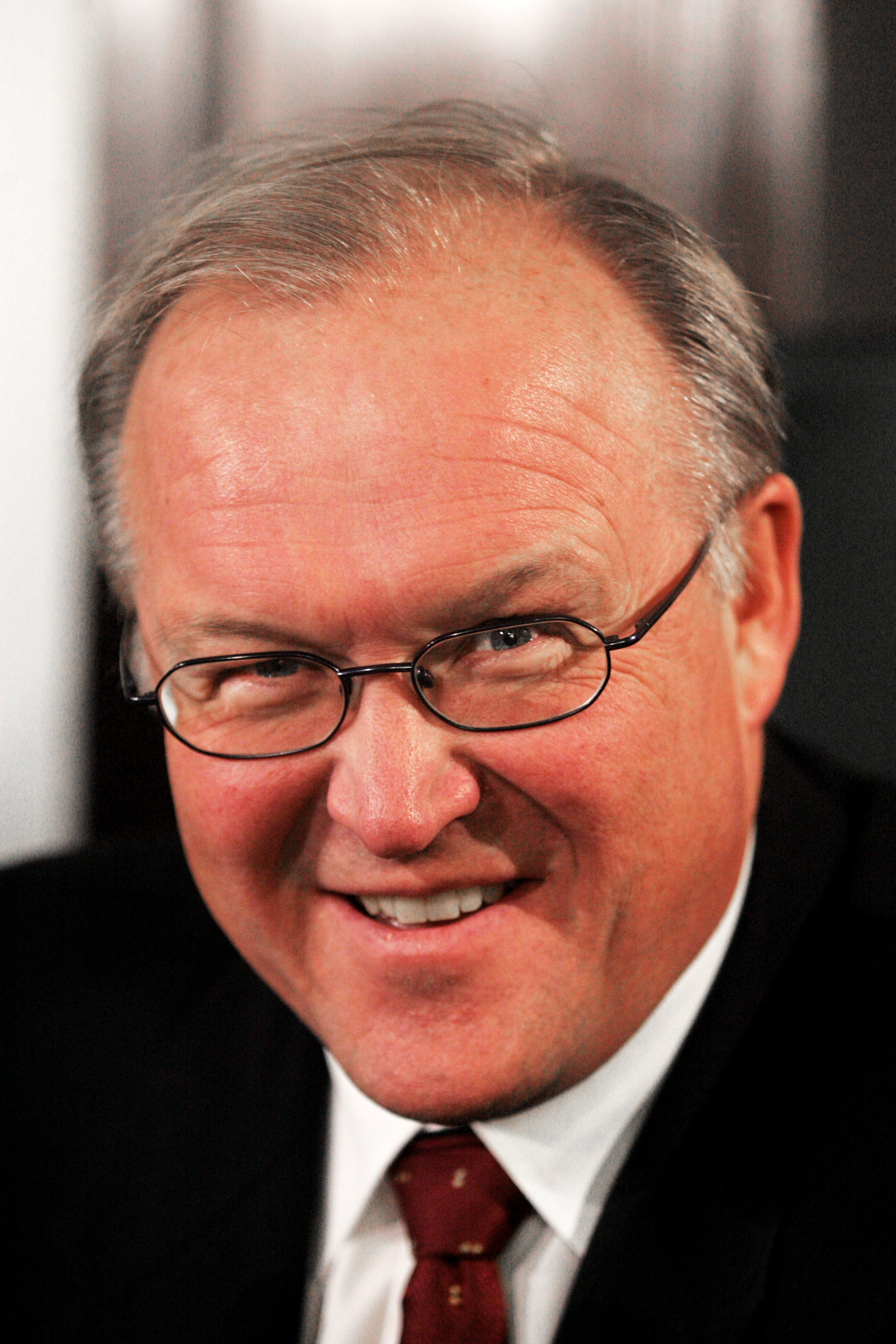
Göran Persson (1996-2007)
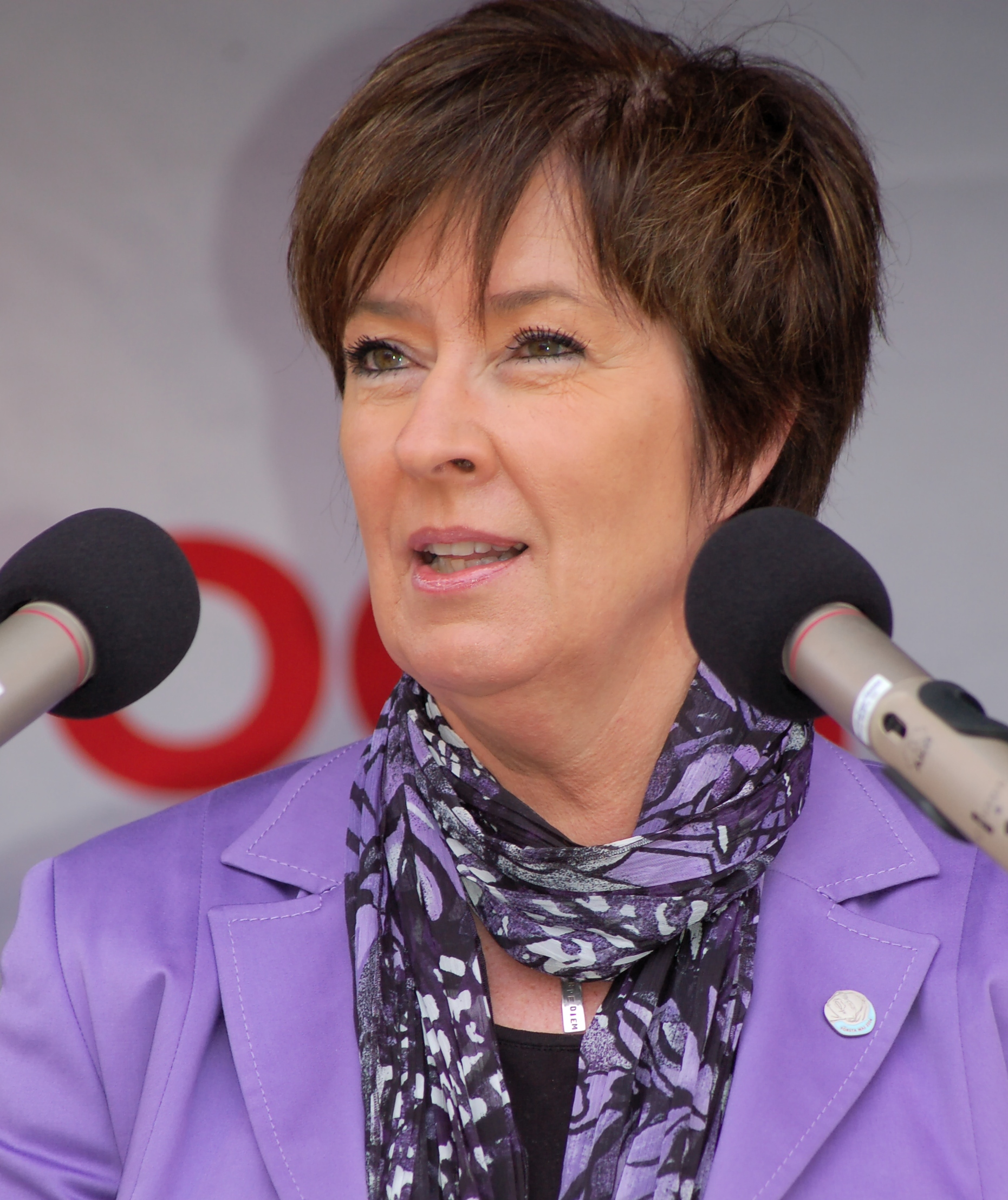
Mona Sahlin (2007-2011)
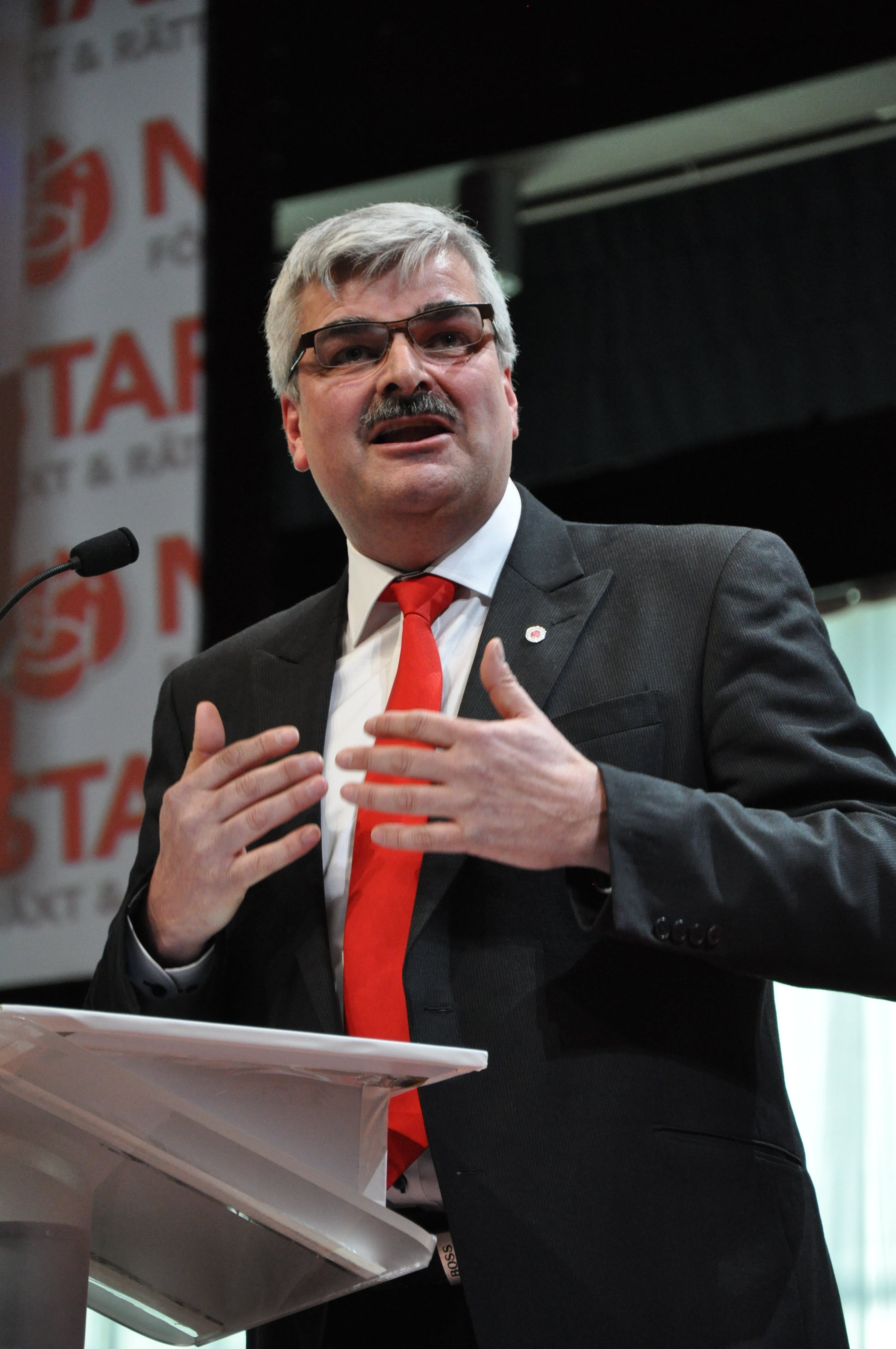
Håkan Juholt (2011-2012)
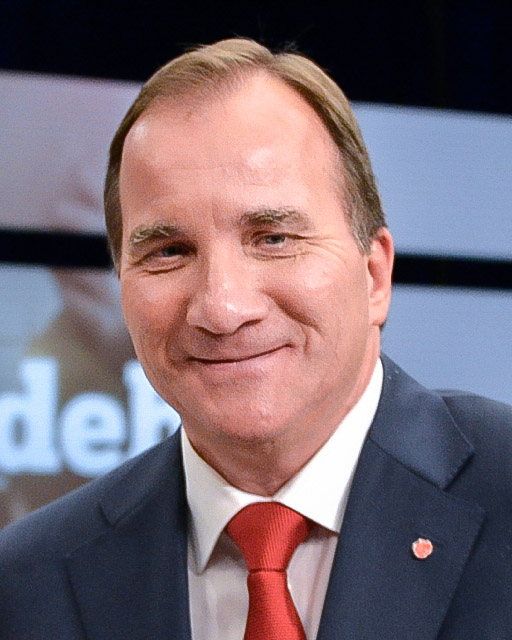
Stefan Löfven (2012-2021)
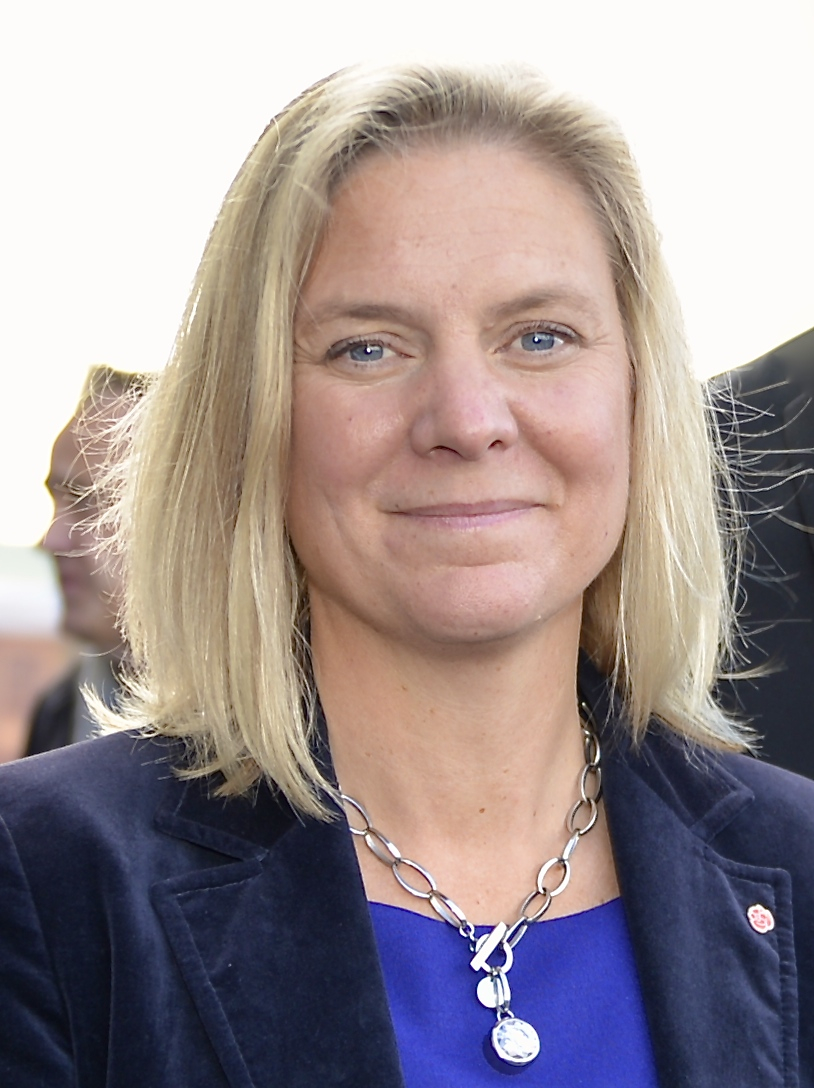
Magdalena Andersson (depuis 2021)

### Premiers ministres

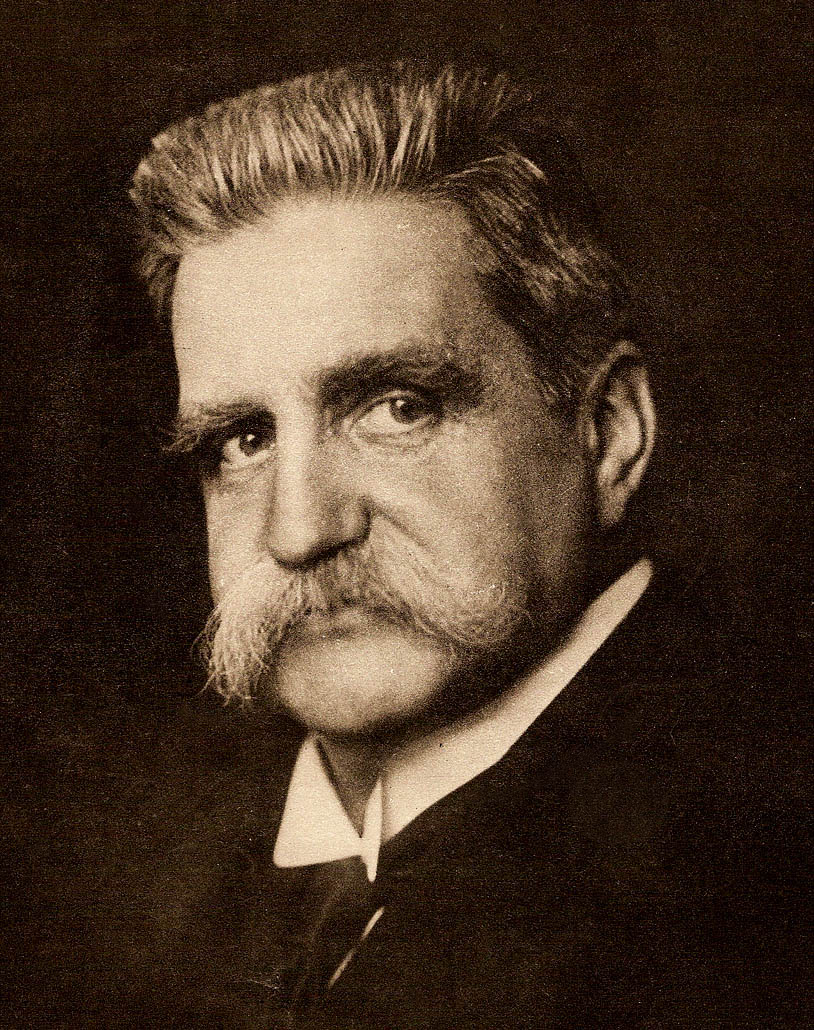
Hjalmar Branting (10 mars-27 oct. 1920 ; 13 oct. 1921-19 avr. 1923 ; 18 oct. 1924-24 janv. 1925)
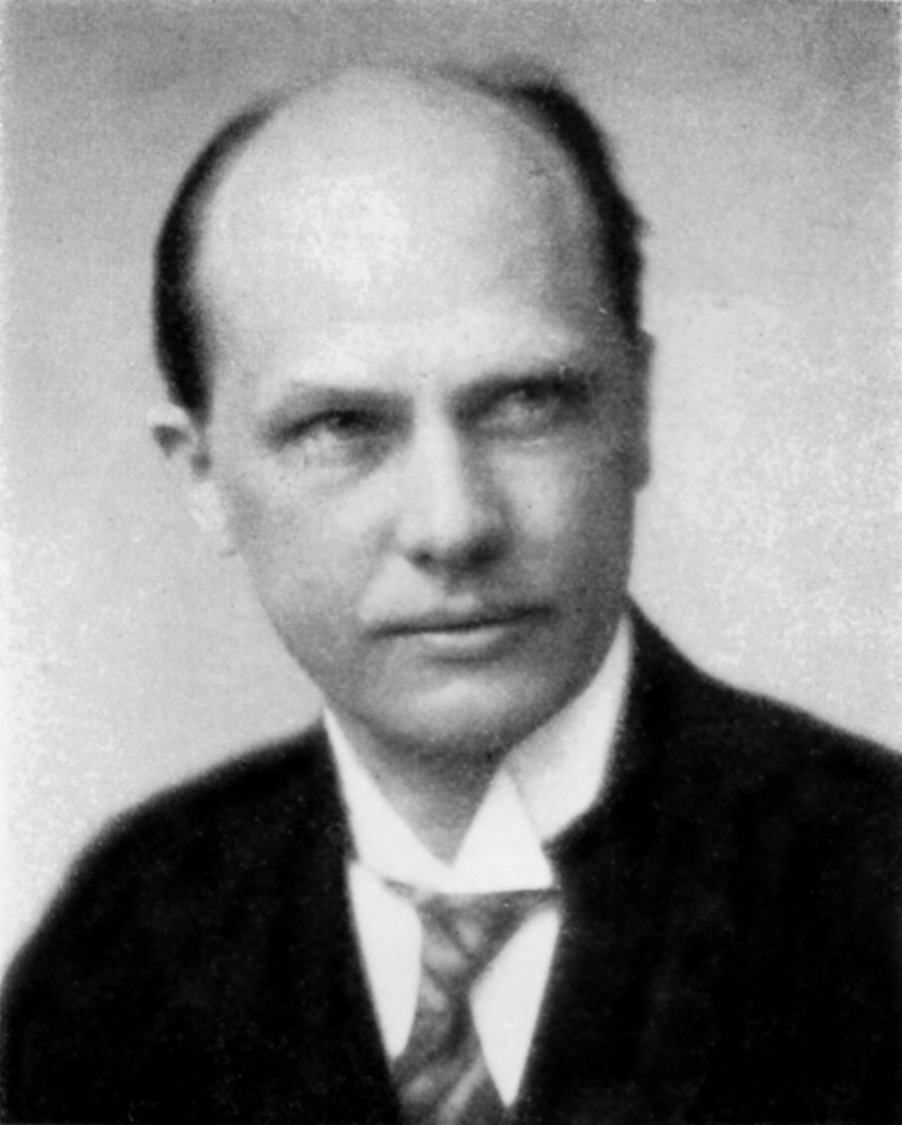
Rickard Sandler (24 janv. 1925-2 oct. 1926)
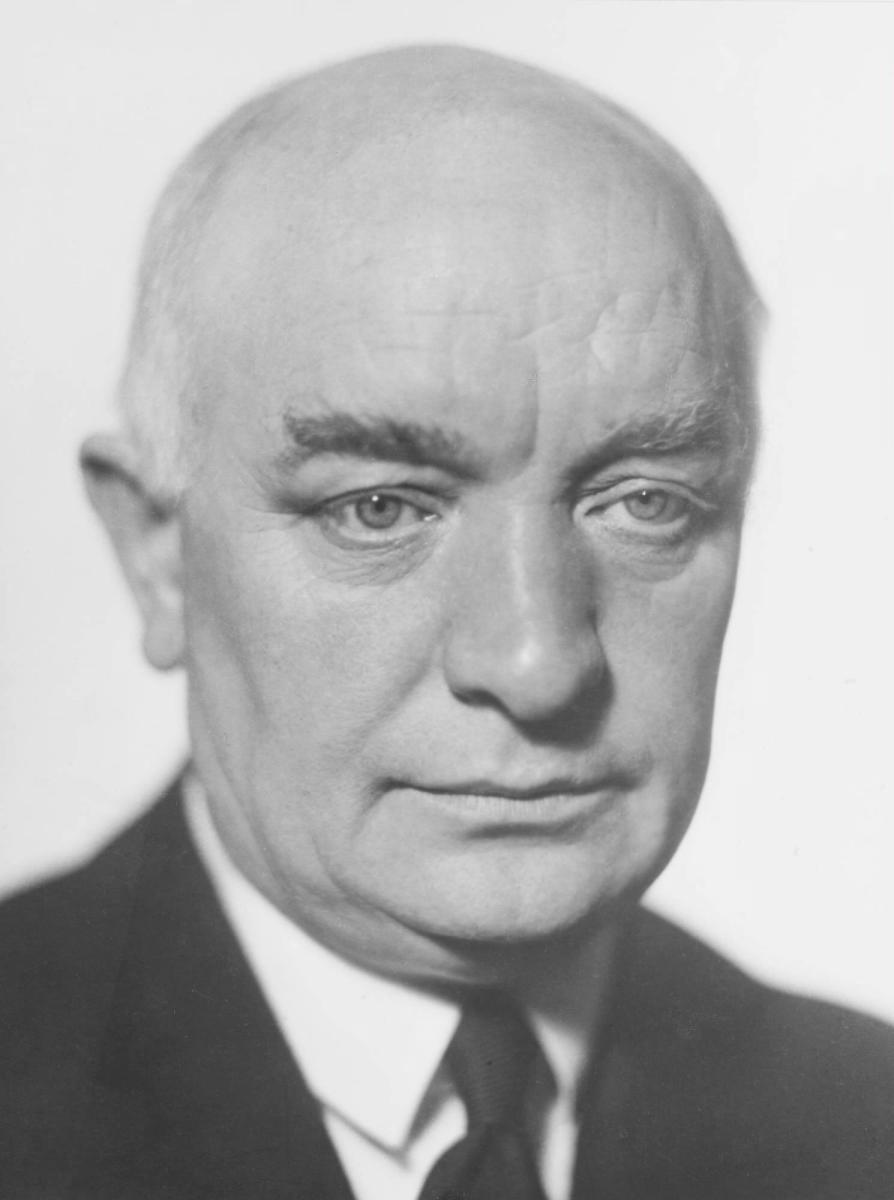
Per Albin Hansson (24 sept. 1932-19 juin 1936 ; 28 sept. 1936-6 oct. 1946)
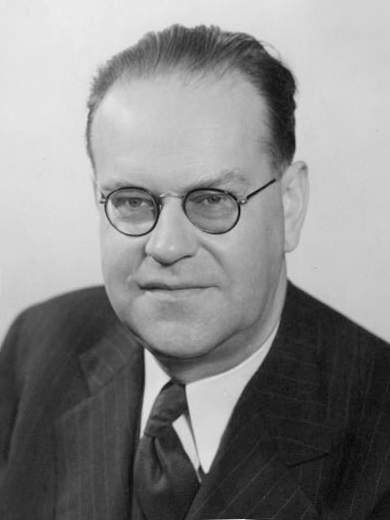
Tage Erlander (11 oct. 1946-14 oct. 1969)
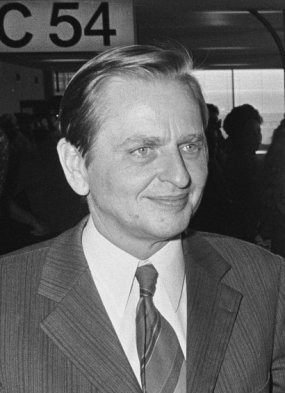
Olof Palme (14 oct. 1969-8 oct. 1976 ; 8 oct. 1982-28 fév. 1986)
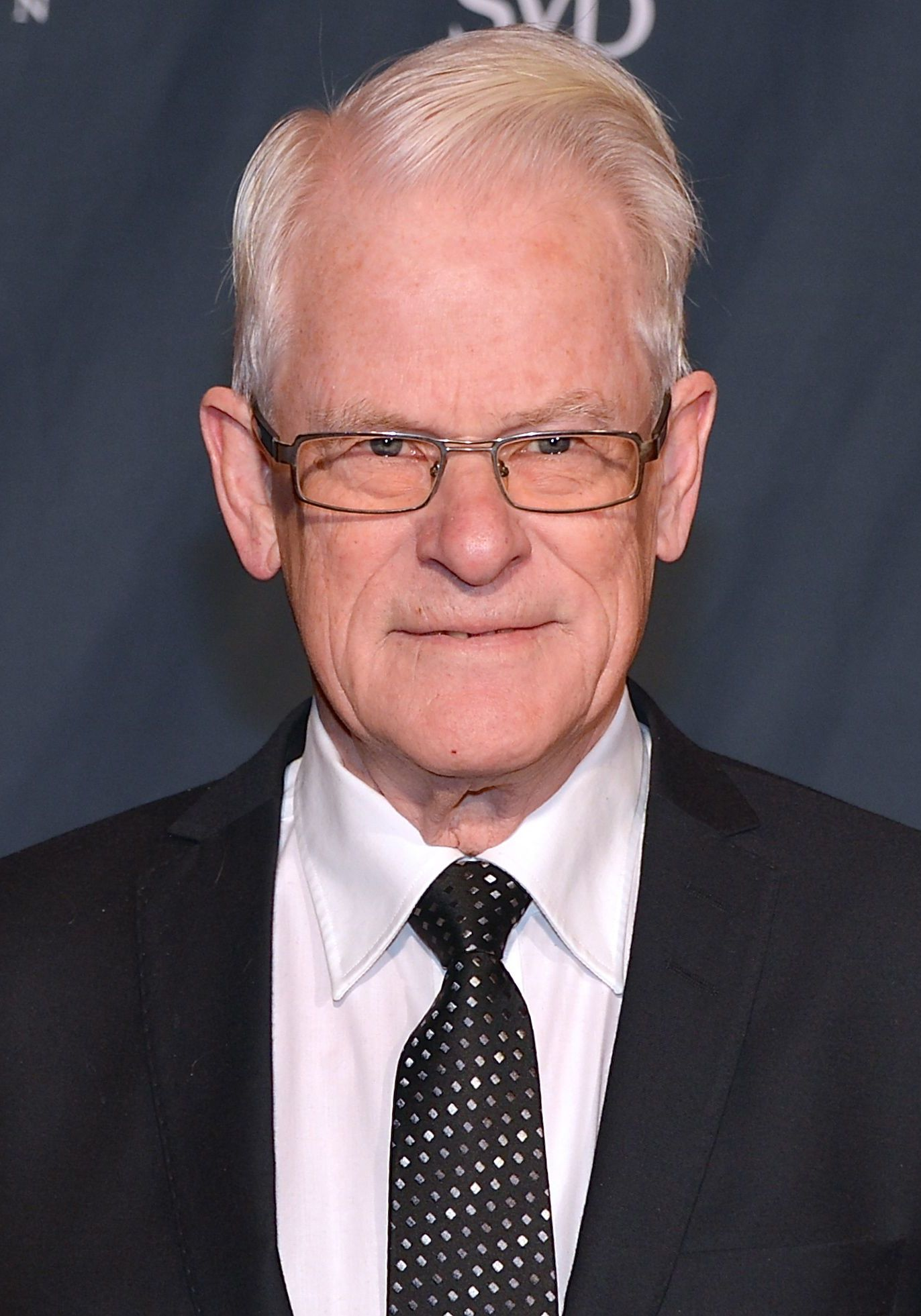
Ingvar Carlsson (1er mars 1986-4 oct. 1991 ; 7 oct. 1994-22 mars 1996)
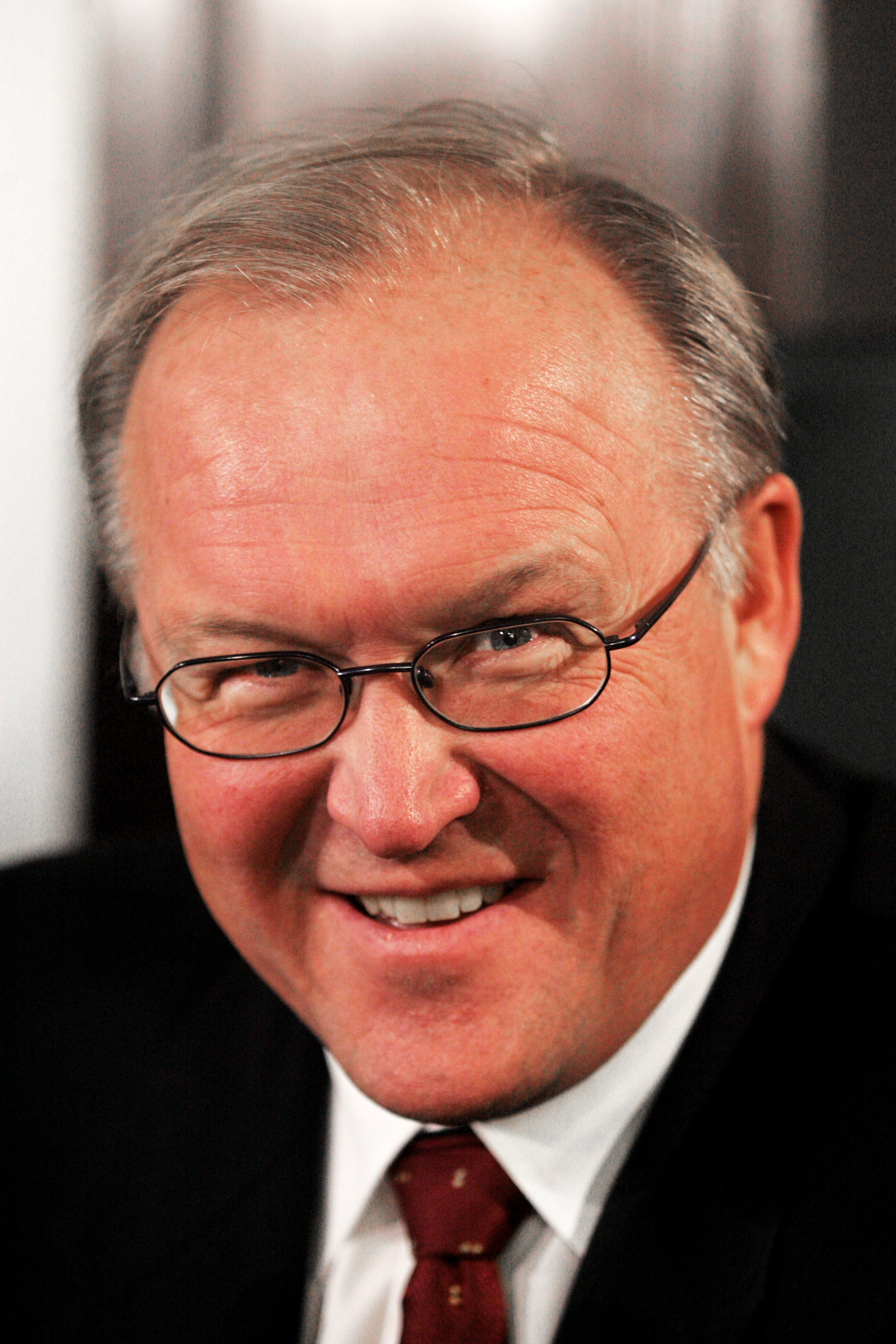
Göran Persson (22 mars 1996-6 oct. 2006)
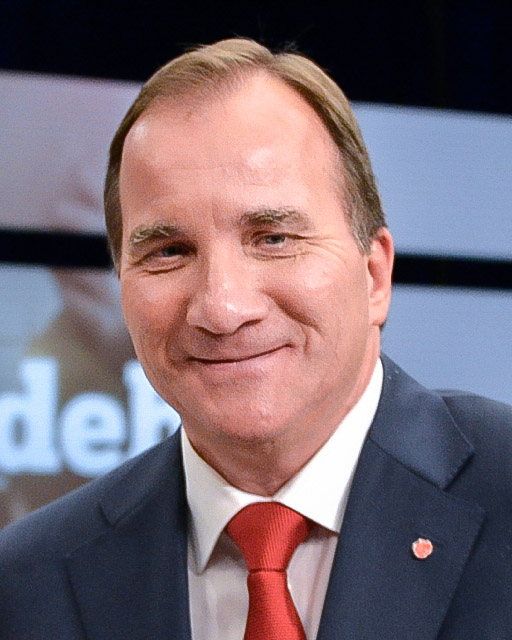
Stefan Löfven (3 oct. 2014-30 nov. 2021)
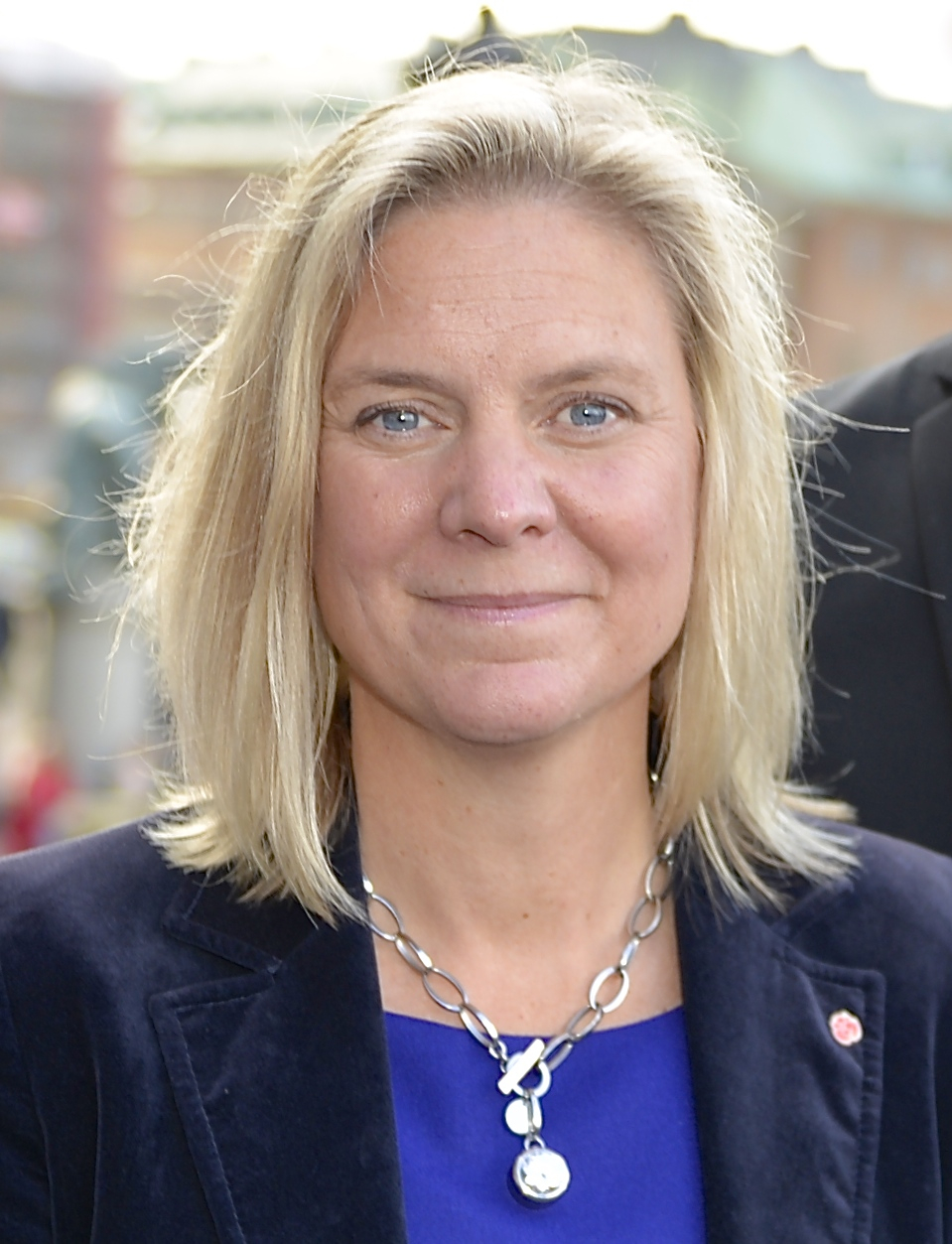
Magdalena Andersson (30 nov. 2021-18 oct. 2022)

### Commissaires européens
- Anita Gradin : Immigration, Justice et Affaires intérieures (1995-1999)
- Margot Wallström : Environnement (1999-2004), Vice-présidence et Relations institutionnelles et Stratégie de communication (2004-2010)